# Eliminatoria a la Eurocopa Sub-16 1995
La Eliminatoria a la Eurocopa Sub-16 1995 contó con la participación de 35 selecciones infantiles de Europa para definir a los 15 clasificados a la fase final del torneo a disputarse en Bélgica junto al país anfitrión.

## Grupo 1
Los partidos se jugaron en Luxemburgo del 27 al 31 de octubre.
| País              | J | G | E | P | GF | GC | Pts |
| ----------------- | - | - | - | - | -- | -- | --- |
| Francia           | 2 | 2 | 0 | 0 | 5  | 0  | 4   |
| Irlanda del Norte | 2 | 1 | 0 | 1 | 1  | 4  | 2   |
| Luxemburgo        | 2 | 0 | 0 | 2 | 0  | 2  | 0   |

| Equipo 1          | Resultado | Equipo 2          |
| ----------------- | --------- | ----------------- |
| Luxemburgo        | 0-1       | Francia           |
| Irlanda del Norte | 1-0       | Luxemburgo        |
| Francia           | 4-0       | Irlanda del Norte |

## Grupo 2
Los partidos se jugaron en Dinamarca del 20 al 24 de septiembre.
| País      | J | G | E | P | GF | GC | Pts |
| --------- | - | - | - | - | -- | -- | --- |
| Suecia    | 2 | 2 | 0 | 0 | 4  | 0  | 4   |
| Dinamarca | 2 | 1 | 0 | 1 | 2  | 3  | 2   |
| Irlanda   | 2 | 0 | 0 | 2 | 1  | 4  | 0   |

| Equipo 1  | Resultado | Equipo 2  |
| --------- | --------- | --------- |
| Suecia    | 2-0       | Dinamarca |
| Irlanda   | 0-2       | Suecia    |
| Dinamarca | 2-1       | Irlanda   |

## Grupo 3
| País      | J | G | E | P | GF | GC | Pts |
| --------- | - | - | - | - | -- | -- | --- |
| Escocia   | 4 | 3 | 1 | 0 | 8  | 2  | 7   |
| Finlandia | 4 | 2 | 0 | 2 | 5  | 4  | 4   |
| Islandia  | 4 | 0 | 1 | 3 | 0  | 7  | 1   |

| Equipo 1  | Resultado | Equipo 2  |
| --------- | --------- | --------- |
| Islandia  | 0-2       | Finlandia |
| Finlandia | 0-1       | Escocia   |
| Islandia  | 0-0       | Escocia   |
| Finlandia | 1-0       | Islandia  |
| Escocia   | 3-2       | Finlandia |
| Escocia   | 4-0       | Islandia  |

## Grupo 4
Los partidos se jugaron en España del 6 al 10 de diciembre.
| País    | J | G | E | P | GF | GC | Pts |
| ------- | - | - | - | - | -- | -- | --- |
| España  | 2 | 2 | 0 | 0 | 3  | 0  | 4   |
| Croacia | 2 | 1 | 0 | 1 | 3  | 1  | 2   |
| Letonia | 2 | 0 | 0 | 2 | 0  | 5  | 0   |

| Equipo 1 | Resultado | Equipo 2 |
| -------- | --------- | -------- |
| Letonia  | 0-2       | España   |
| Croacia  | 3-0       | Letonia  |
| España   | 1-0       | Croacia  |

## Grupo 5
Los partidos se jugaron en la República Checa del 18 al 22 de octubre.
| País            | J | G | E | P | GF | GC | Pts |
| --------------- | - | - | - | - | -- | -- | --- |
| República Checa | 2 | 2 | 0 | 0 | 16 | 0  | 4   |
| Malta           | 2 | 1 | 0 | 1 | 2  | 6  | 2   |
| Estonia         | 2 | 0 | 0 | 2 | 0  | 12 | 0   |

| Equipo 1        | Resultado | Equipo 2        |
| --------------- | --------- | --------------- |
| República Checa | 6-0       | Malta           |
| Malta           | 2-0       | Estonia         |
| Estonia         | 0-10      | República Checa |

## Grupo 6
Yugoslavia abandonó el torneo.
| Equipo 1 | Agr.    | Equipo 2 | Ida | Vuelta |
| -------- | ------- | -------- | --- | ------ |
| Polonia  | 3-3 (a) | Suiza    | 2-0 | 1-3    |

## Grupo 7
Los partidos se jugaron en Austria del 5 al 9 de octubre.
| País     | J | G | E | P | GF | GC | Pts |
| -------- | - | - | - | - | -- | -- | --- |
| Austria  | 2 | 1 | 1 | 0 | 5  | 1  | 3   |
| Moldavia | 2 | 1 | 1 | 0 | 4  | 1  | 3   |
| Albania  | 2 | 0 | 0 | 2 | 0  | 7  | 0   |

| Equipo 1 | Resultado | Equipo 2 |
| -------- | --------- | -------- |
| Moldavia | 1-1       | Austria  |
| Albania  | 0-3       | Moldavia |
| Austria  | 4-0       | Albania  |

## Grupo 8
Los partidos se jugaron en Chipre del 28 de febrero de 2995 al 4 de marzo de 1995.
| País       | J | G | E | P | GF | GC | Pts |
| ---------- | - | - | - | - | -- | -- | --- |
| Eslovaquia | 2 | 2 | 0 | 0 | 3  | 0  | 4   |
| Chipre     | 2 | 1 | 0 | 1 | 2  | 1  | 2   |
| Azerbaiyán | 2 | 0 | 0 | 2 | 0  | 4  | 0   |

| Equipo 1   | Resultado | Equipo 2   |
| ---------- | --------- | ---------- |
| Eslovaquia | 1-0       | Chipre     |
| Azerbaiyán | 0-2       | Eslovaquia |
| Chipre     | 2-0       | Azerbaiyán |

## Grupo 9
Los partidos se jugaron en Eslovenia del 19 al 23 de septiembre.
| País      | J | G | E | P | GF | GC | Pts |
| --------- | - | - | - | - | -- | -- | --- |
| Eslovenia | 2 | 2 | 0 | 0 | 6  | 1  | 4   |
| Georgia   | 2 | 1 | 0 | 1 | 6  | 4  | 2   |
| Armenia   | 2 | 0 | 0 | 2 | 2  | 9  | 0   |

| Equipo 1  | Resultado | Equipo 2  |
| --------- | --------- | --------- |
| Georgia   | 5-2       | Armenia   |
| Armenia   | 0-4       | Eslovenia |
| Eslovenia | 2-1       | Georgia   |

## Grupo 10
Los partidos se jugaron en Israel del 15 al 19 de noviembre.
| País     | J | G | E | P | GF | GC | Pts |
| -------- | - | - | - | - | -- | -- | --- |
| Alemania | 2 | 2 | 0 | 0 | 7  | 3  | 4   |
| Israel   | 2 | 1 | 0 | 1 | 4  | 3  | 2   |
| Ucrania  | 2 | 0 | 0 | 2 | 2  | 7  | 0   |

| Equipo 1 | Resultado | Equipo 2 |
| -------- | --------- | -------- |
| Ucrania  | 0-3       | Israel   |
| Alemania | 4-2       | Ucrania  |
| Israel   | 1-3       | Alemania |

## Grupo 11
Los partidos se jugaron en Liechtenstein del 4 al 8 de octubre.
| País          | J | G | E | P | GF | GC | Pts |
| ------------- | - | - | - | - | -- | -- | --- |
| Noruega       | 2 | 2 | 0 | 0 | 7  | 0  | 4   |
| Lituania      | 2 | 1 | 0 | 1 | 1  | 1  | 2   |
| Liechtenstein | 2 | 0 | 0 | 2 | 0  | 7  | 0   |

| Equipo 1      | Resultado | Equipo 2      |
| ------------- | --------- | ------------- |
| Liechtenstein | 0-1       | Lituania      |
| Noruega       | 6-0       | Liechtenstein |
| Lituania      | 0-1       | Noruega       |

## Grupo 12
Los partidos se jugaron en Grecia del 26 de febrero de 1995 al 2 de marzo de 1995.
| País       | J | G | E | P | GF | GC | Pts |
| ---------- | - | - | - | - | -- | -- | --- |
| Inglaterra | 2 | 2 | 0 | 0 | 7  | 2  | 4   |
| Grecia     | 2 | 1 | 0 | 1 | 1  | 4  | 2   |
| Rumania    | 2 | 0 | 0 | 2 | 2  | 4  | 0   |

| Equipo 1   | Resultado | Equipo 2   |
| ---------- | --------- | ---------- |
| Inglaterra | 4-0       | Grecia     |
| Rumania    | 2-3       | Inglaterra |
| Grecia     | 1-0       | Rumania    |

## Grupo 13
| País         | J | G | E | P | GF | GC | Pts |
| ------------ | - | - | - | - | -- | -- | --- |
| Países Bajos | 4 | 3 | 0 | 1 | 14 | 5  | 6   |
| Turquía      | 4 | 3 | 0 | 1 | 8  | 4  | 6   |
| Bielorrusia  | 4 | 0 | 0 | 4 | 1  | 14 | 0   |

| Equipo 1     | Resultado | Equipo 2     |
| ------------ | --------- | ------------ |
| Turquía      | 3-0       | Bielorrusia  |
| Bielorrusia  | 0-1       | Turquía      |
| Bielorrusia  | 0-2       | Países Bajos |
| Países Bajos | 8-1       | Bielorrusia  |
| Países Bajos | 4-3       | Turquía      |
| Turquía      | 1-0       | Países Bajos |

## Grupo 14
Los partidos se jugaron en Portugal del 7 de marzo de 1995 al 11 de marzo de 1995.
| País     | J | G | E | P | GF | GC | Pts |
| -------- | - | - | - | - | -- | -- | --- |
| Portugal | 2 | 2 | 0 | 0 | 7  | 0  | 4   |
| Bulgaria | 2 | 0 | 1 | 1 | 0  | 1  | 1   |
| Gales    | 2 | 0 | 1 | 1 | 0  | 6  | 1   |

| Equipo 1 | Resultado | Equipo 2 |
| -------- | --------- | -------- |
| Bulgaria | 0-0       | Gales    |
| Gales    | 0-6       | Portugal |
| Portugal | 1-0       | Bulgaria |

## Grupo 15
| País    | J | G | E | P | GF | GC | Pts |
| ------- | - | - | - | - | -- | -- | --- |
| Italia  | 4 | 3 | 1 | 0 | 5  | 2  | 7   |
| Hungría | 4 | 1 | 1 | 2 | 7  | 7  | 3   |
| Rusia   | 4 | 1 | 0 | 3 | 4  | 7  | 2   |

| Equipo 1 | Resultado | Equipo 2 |
| -------- | --------- | -------- |
| Hungría  | 4-1       | Rusia    |
| Rusia    | 3-1       | Hungría  |
| Rusia    | 0-1       | Italia   |
| Italia   | 2-1       | Hungría  |
| Italia   | 1-0       | Rusia    |
| Hungría  | 1-1       | Italia   |